# João de Barros (1881)
João de Barros OSE • GOSE • GCL (São Julião da Figueira da Foz, Figueira da Foz, 4 de Fevereiro de 1881 – São Sebastião da Pedreira, Lisboa, 25 de Outubro de 1960) foi um poeta, pedagogo e publicista português.

## Biografia
Filho terceiro de Afonso Ernesto de Barros, 1.º Visconde da Marinha Grande, e de sua primeira mulher Mariana da Ascensão da Costa Guia, natural da Figueira da Foz.
A 12 de novembro de 1903, casou na igreja paroquial de Nossa Senhora da Pena, em Lisboa, com Raquel Teixeira de Queirós (Mercês, Lisboa, 7 de Maio de 1880), filha de Francisco Teixeira de Queirós e de sua mulher Teresa Narcisa de Oliveira David, natural de Lisboa (freguesia de Santa Justa). Deste casamento nasceram Henrique de Barros, que viria a ser Ministro de Estado e Presidente da Assembleia da República após a Revolução de 25 de Abril de 1974, Paulo Teixeira de Queirós de Barros, nascido a 5 de Setembro de 1908, e Teresa Elisa Teixeira de Queirós de Barros (Lisboa, São Jorge de Arroios, 23 de Julho de 1906 – 14 de Janeiro de 1971), casada com Marcello Caetano. Teve ainda uma filha natural de Maria do Carmo Calvet de Magalhães Ribeiro Cardoso, chamada Maria Ana Cardoso (Lisboa, nascida a 29 de Junho de 1893, Mercês, 16 de Abril de 1921 – 22 de Novembro de 1976), casada com Fernando Bastos Simões Duarte, com geração. 
Licenciou-se em Direito pela Universidade de Coimbra. Enveredou cedo pela carreira de professor, leccionando Português e Francês nos liceus de Coimbra, Porto e Lisboa. Em 1907, como bolseiro, acompanhado por João de Deus Ramos, realizou, durante perto de um ano, uma viagem de estudo com fins pedagógicos a Espanha, França, Grã-Bretanha e Irlanda e Bélgica, o que lhe permitiu conhecer experiências pedagógicas inovadoras. Distinguir-se-ia depois como pedagogo, associado ao movimento da Escola Nova. 
Foi, durante a Primeira República Portuguesa, um alto funcionário do Ministério da Instrução Pública, desempenhando sucessivamente, a partir de 1910, as funções de chefe de repartição, director-geral do ensino primário, director-geral do ensino secundário e secretário-geral do ministério. Nessas funções revelou-se o grande combatente pela instrução e pela educação republicana. A este respeito, são de salientar as suas obras A Escola e o Futuro: notas sobre Educação (1908), La Littérature Portugaise, (Magalhães & Moniz Editores, 1910), João de Deus, o único educador nacional (1909), A Nacionalização do Ensino (1911), A República e a Escola (1914), Educação Republicana (1916) e Educação e Democracia (1916). Ligou também o seu nome, com o de João de Deus Ramos, à Reforma da Instrução Primária, de 29 de Março de 1911.
Também em 1910 foi iniciado na Maçonaria, com o nome simbólico de João de Deus.
A 28 de Junho de 1919 foi feito Oficial da Ordem Militar de Sant'Iago da Espada e a 5 de Fevereiro de 1920 foi elevado a Grande-Oficial da mesma Ordem.
Aderiu ao Partido Republicano Português, depois dito Partido Democrático, e nele se manteve até 1924, data em que aderiu ao Partido Republicano da Esquerda Democrática, liderado por José Domingues dos Santos. Foi um dos últimos Ministros dos Negócios Estrangeiros da Primeira República, tendo feito parte do chamado governo canhoto de José Domingues dos Santos, em 1924-1925.
Nas letras, distinguiu-se com vasta obra, em boa parte dispersa por publicações periódicas. Nesta área destacou-se como redator efetivo da revista Mocidade (1899-1905), diretor da revista Arte e vida  (1904-1906) e da revista literária Atlantida (1915-1920) e colaborou em publicações periódicas como a Revista nova  (1901-1902), Serões (1901-1911) Illustração portugueza (1903-1923), A republica portugueza (1910-1911), Contemporânea (1915-1926) e Diário de Lisboa: edição mensal (1933). No campo da poesia revelou-se sensível e inspirado, sendo autor de uma obra ainda mal conhecida tendo publicado entre outros : "Algas" (França Amado Editor, 1899),"O Pomar dos Sonhos" (França Amado Editor, 1900), "Entre a Multidão " (França Amado Editor, 1902), "Dentro da Vida" (França Amado Editor, 1903), "Caminho do Amor" (Tavares Cardoso Editor, 1904), "Terra Florida" (Lello & Irmão Editores, 1909) e "Anteu" (F.França & Armenio Amado Editores, 1912).
Foi um entusiasta da aproximação luso-brasileira, tendo dirigido, com João do Rio, a revista Atlântida, que incluiu colaboração dos principais escritores lusófonos da geração de 1910-1920. Em consequência, no ano de 1920 foi eleito sócio da Academia Brasileira de Letras. Em 1945, foi agraciado com a grã-cruz da Ordem do Cruzeiro do Sul.
A Ditadura MIlitar e o Estado Novo obrigaram-no a afastar-se da política activa, mas continuou sempre fiel aos princípios republicanos e democráticos, participando em diversas manifestações da Oposição Democrática e apoiando as candidaturas à presidência da República de Norton de Matos (1949) e Humberto Delgado (1958).  
Dedicou os seus últimos anos de vida à adaptação para a juventude de alguns dos mais famosos textos clássicos, publicando versões em prosa de Os Lusíadas (1930) de Camões, de Viriato Trágico (1940) de Brás Garcia de Mascarenhas, da Odisseia e da Ilíada de Homero e da Eneida (1947) de Virgílio, além de uma adaptação livre das Viagens de Gulliver (1957) de Jonathan Swift.
Morreu vítima de trombose cerebral a 25 de outubro de 1960, em sua casa, na Avenida 5 de Outubro, n.º 26, 3.º esquerdo, freguesia de S. Sebastião da Pedreira, em Lisboa. Foi inicialmente sepultado no cemitério do Alto de São João, em Lisboa, tendo sido trasladado para o cemitério da Figueira da Foz em 1981.
João de Barros é patrono da escola Escola Básica do 2.º e do 3.º Ciclos Dr. João de Barros, situada na Figueira da Foz, e da Escola Secundária João de Barros, em Corroios, Seixal.
A 19 de Maio de 1981 foi agraciado a título póstumo com a Grã-Cruz da Ordem da Liberdade.